# Мессенкур
Мессенкур (фр. Messincourt) — коммуна во Франции, находится в регионе Шампань — Арденны. Департамент коммуны — Арденны. Входит в состав кантона Кариньян. Округ коммуны — Седан.
Код INSEE коммуны — 08289.
Коммуна расположена приблизительно в 230 км к северо-востоку от Парижа, в 100 км северо-восточнее Шалон-ан-Шампани, в 34 км к востоку от Шарлевиль-Мезьера.

## Население
Население коммуны на 2008 год составляло 593 человека.
| 1962 | 1968 | 1975 | 1982 | 1990 | 1999 | 2008 |
| ---- | ---- | ---- | ---- | ---- | ---- | ---- |
| 672  | 677  | 704  | 618  | 555  | 530  | 593  |

## Администрация
| Период | Период | Фамилия           | Партия | Должность |
| ------ | ------ | ----------------- | ------ | --------- |
| 2001   | 2008   | Жан-Клод Мёнье    |        |           |
| 2008   | 2010   | Фредерик Бленвиль |        |           |
| 2010   |        | Мишель Сабатье    |        |           |

## Экономика

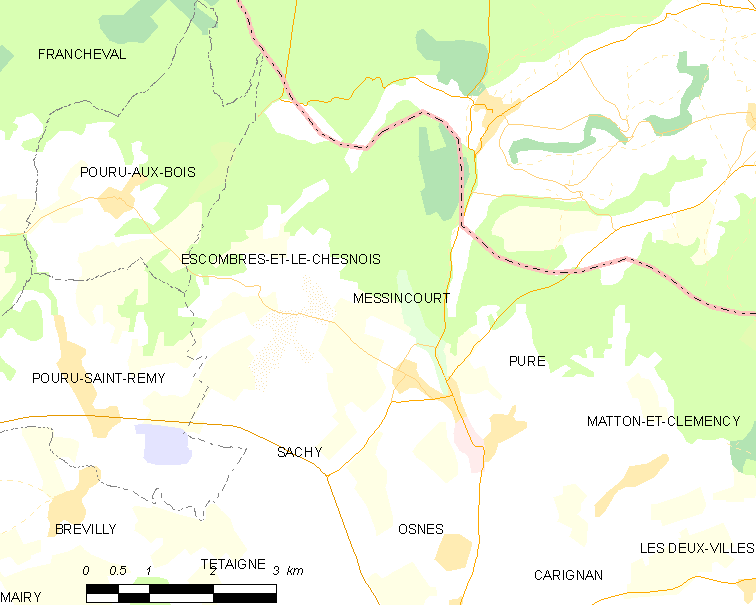
Карта коммуны

В 2007 году среди 372 человек в трудоспособном возрасте (15—64 лет) 254 были экономически активными, 118 — неактивными (показатель активности — 68,3 %, в 1999 году было 60,3 %). Из 254 активных работали 220 человек (142 мужчины и 78 женщин), безработных было 34 (16 мужчин и 18 женщин). Среди 118 неактивных 33 человека были учениками или студентами, 27 — пенсионерами, 58 были неактивными по другим причинам.